# Cono (biologia)

strutture della cellula cono

I coni sono cellule fotorecettrici (ossia fotorecettori) presenti sulla retina: sono sensibili alle forme ed ai colori.

## Caratteristiche
A differenza dei bastoncelli, i coni non garantiscono la visione in condizioni di scarsa luminosità. Negli esseri umani ce ne sono tre tipi: sensibili al rosso, al verde e al blu; se attivati simultaneamente la luce percepita risulta essere bianca. Consentono di percepire dettagli e cambiamenti d'immagine più rapidi rispetto ai bastoncelli, poiché i loro tempi di risposta agli stimoli sono più veloci.

## Dislocazione
I coni sono localizzati principalmente nella fovea (parte centrale della retina) e permettono la cosiddetta visione fotopica. Consentono la visione centrale (con cui si legge, si guida, si riconoscono i volti, ecc.) e, se l'acuità visiva è buona, garantiscono un'elevata risoluzione dell'immagine. Restano proporzionalmente più rarefatti al progredire delle aree periferiche.
I coni presenti nell'occhio umano sono all'incirca un numero compreso tra i 4 ed i 7 milioni in ogni occhio. Ritenere che il loro numero medio sia 5 milioni appare una buona approssimazione aderente alle valutazioni ed evidenze scientifiche finora presentate dalle varie fonti: alcune, come Osterberg nel 1935, ritengono il numero sia 6-7 milioni, mentre all'altro estremo, fonti come Curcio et al. nel 1990, propendono per il numero di 4-5 milioni.